# René Pottier

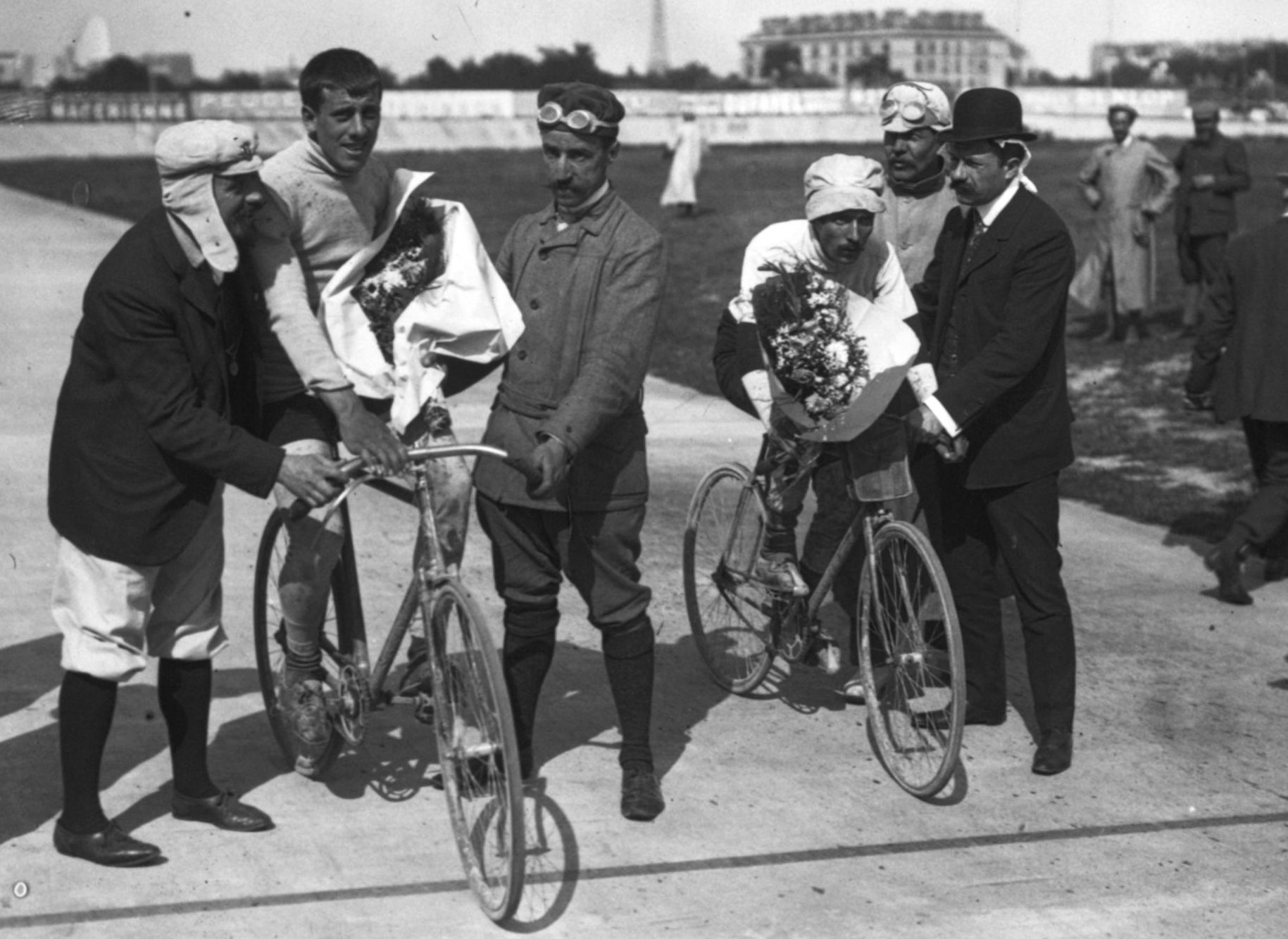
René Pottier (r.) nach seinem Tour-Sieg 1906, links der Zweite Georges Passerieu

René Pottier (* 5. Juni 1879 in Moret-sur-Loing; † 25. Januar 1907 in Levallois-Perret) war ein französischer Radrennfahrer.
1903 gewann er das Rennen Bordeaux–Paris in der Amateurklasse und danach Paris–Caen. Er gilt als erster Bergspezialist der Tour de France. Auf dem Ballon d’Alsace in den Vogesen erinnert eine Gedenktafel an Pottier. Bei seinem Tour-Sieg 1906 gewann er auch fünf Etappen, vier davon hintereinander.
Seine Brüder André Pottier, Léon Pottier und Charles Pottier waren ebenfalls Radrennfahrer. Im Januar 1907, nur knapp sechs Monate nach seinem Tour-Triumph, nahm sich Pottier das Leben, indem er sich in der Garage der Fahrradfabrik erhängte, deren Räder er fuhr. Mitarbeiter fanden ihn an dem Haken hängend, an dem sonst sein Rad hing. Als Grund wurde Liebeskummer angenommen.